# واینگارتن (میزوری)
واینگارتن (به انگلیسی: Weingarten) یک منطقهٔ مسکونی در ایالات متحده آمریکا است که در شهرستان استی جنویو، میزوری واقع شده‌است.